# Grand cercle artériel de l'iris
Le grand cercle artériel de l'iris (ou  grand cercle artériel irido-ciliaire)  est l'anastomose formée par les artères ciliaires antérieures et les artères ciliaires postérieures longues au niveau du corps ciliaire. Il vascularise l'iris, le corps ciliaire et la portion antérieure de la choroïde.
Il donne naissance aux artères radiaires de l'iris qui convergent vers la pupille.
Le drainage veineux du grand cercle artériel de l'iris  se fait par les quatre veines vorticineuses qui se jettent dans la veine ophtalmique.